# Apollo 7
Misiunea americană spațială Apollo 7, avându-i la bord pe Donn Eisele și Walt Cunningham și la comandă pe Wally Schirra, a fost lansată din Cape Kennedy, Florida, pe 11 octombrie 1968.
Nava a fost plasată pe o orbită de 227,8 x 283,4 kilometri (123 x 153 mile nautice). Obiectivul principal al misiuni Apollo 7 era „demonstrarea fiabilității Modulului de Comandă/de Serviciu și a echipajului; demonstrarea capabilității de cuplare a Modulului de Comandă/de Serviciu cu alte vehicule aflate pe orbită”. Timp de aproape 11 zile, Modulul de Comandă a fost supus unei serii de teste. Aproape fără excepție, toate sistemele navei erau pregătite.
Sistemul de propulsie din Modulul de Serviciu, care are rolul să plaseze/ să iasă de pe orbita lunară, a funcționat perfect în timpul celor 8 teste, fiecare durând de la jumătate de secundă până la 67,7 secunde.
Misiunea s-a desfășurat pe parcursul a 163 de revoluții orbitale, cu un echipaj ce a fost primul care a transmis semnal TV live de pe orbită, oferind astfel prima viziune a spațiului, oamenilor de pe Pământ.
Vehiculul Spațial a avut pe 22 octombrie o intrare normală în atmosferă și o amerizare conform planului, cu o eroare de 2 kilometri, coborând în Oceanul Atlantic la sud-est de Bermuda.